# Cybianthus resinosus
Cybianthus resinosus är en viveväxtart som beskrevs av Carl Christian Mez. Cybianthus resinosus ingår i släktet Cybianthus, och familjen viveväxter. Inga underarter finns listade i Catalogue of Life.